# Droga wojewódzka nr 294
Droga wojewódzka nr 294 (DW294) – droga wojewódzka o długości 23 km, łącząca Trzebiel z Jasieniem. Trasa ta leży na obszarze województwa lubuskiego i przebiega przez teren powiatu żarskiego.

## Ważniejsze miejscowości leżące na trasie DW294
- Trzebiel (DK12)
- Tuplice
- Jasień (DW287)